# Mimencyrtus
Mimencyrtus is een geslacht van vliesvleugeligen uit de familie Pteromalidae. De wetenschappelijke naam van dit geslacht is voor het eerst geldig gepubliceerd in 1983 door De Santis.

## Soorten
Het geslacht Mimencyrtus is monotypisch en omvat slechts de volgende soort:
- Mimencyrtus stipitatus De Santis, 1983